# Manx TT Superbike
Manx TT Super Bike (マンクスTT スーパーバイク?) è un videogioco arcade del 1995 sviluppato da SEGA. Il gioco ha ricevuto conversioni per Sega Saturn e Microsoft Windows.

## Modalità di gioco
Il gioco si svolge interamente sull'isola di Man. La versione per Saturn presenta quattro modalità di gioco.